# Lac d'Aubert
Pour les articles homonymes, voir Aubert.
Le lac d'Aubert est un lac des Pyrénées françaises de 45 hectares situé à une altitude de 2 148 m.

## Toponymie
En occitan, Aubert (oo-ber) signifie eau verte.

## Géographie

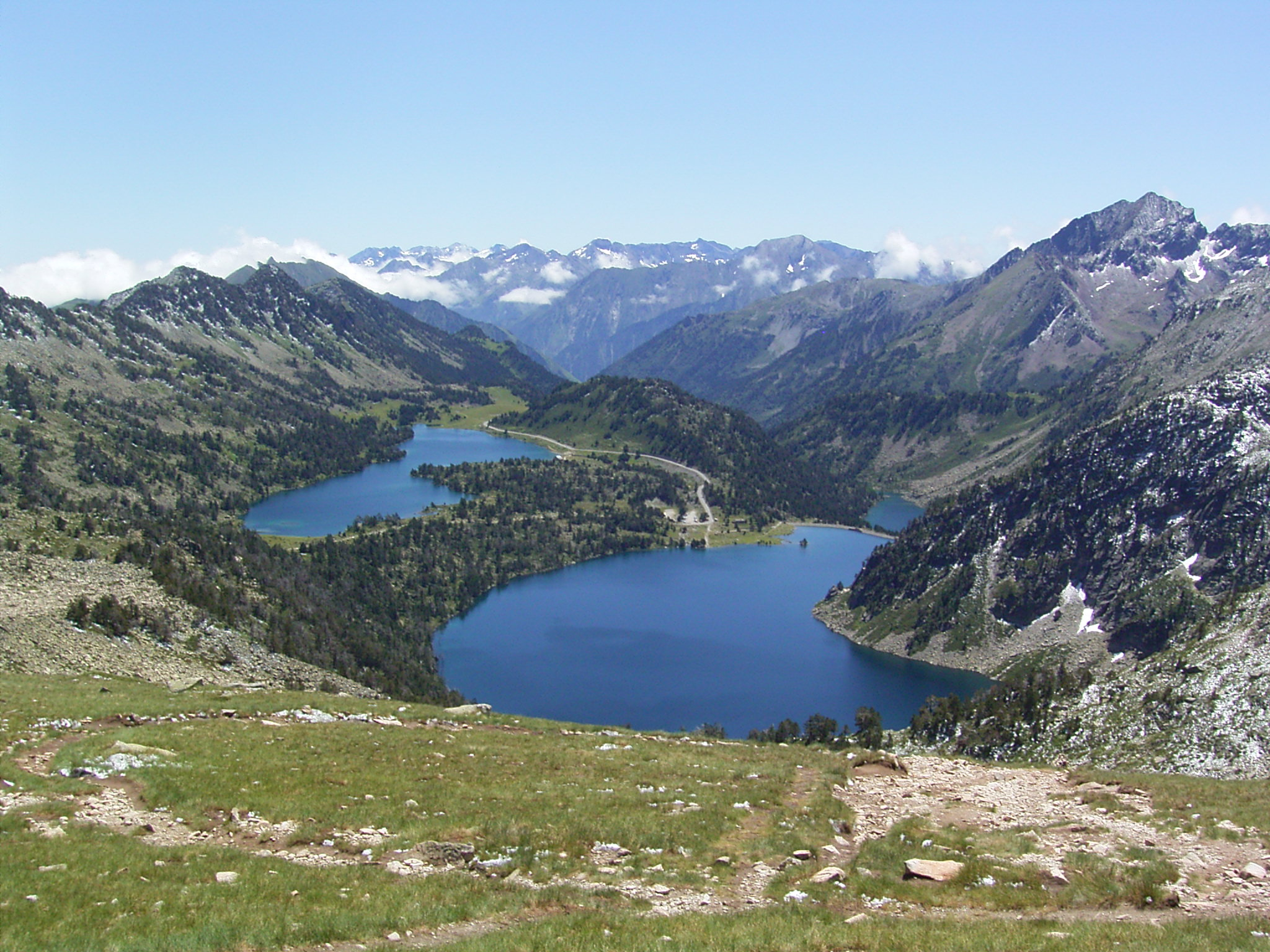
Les lacs d'Aumar (à gauche) et d'Aubert

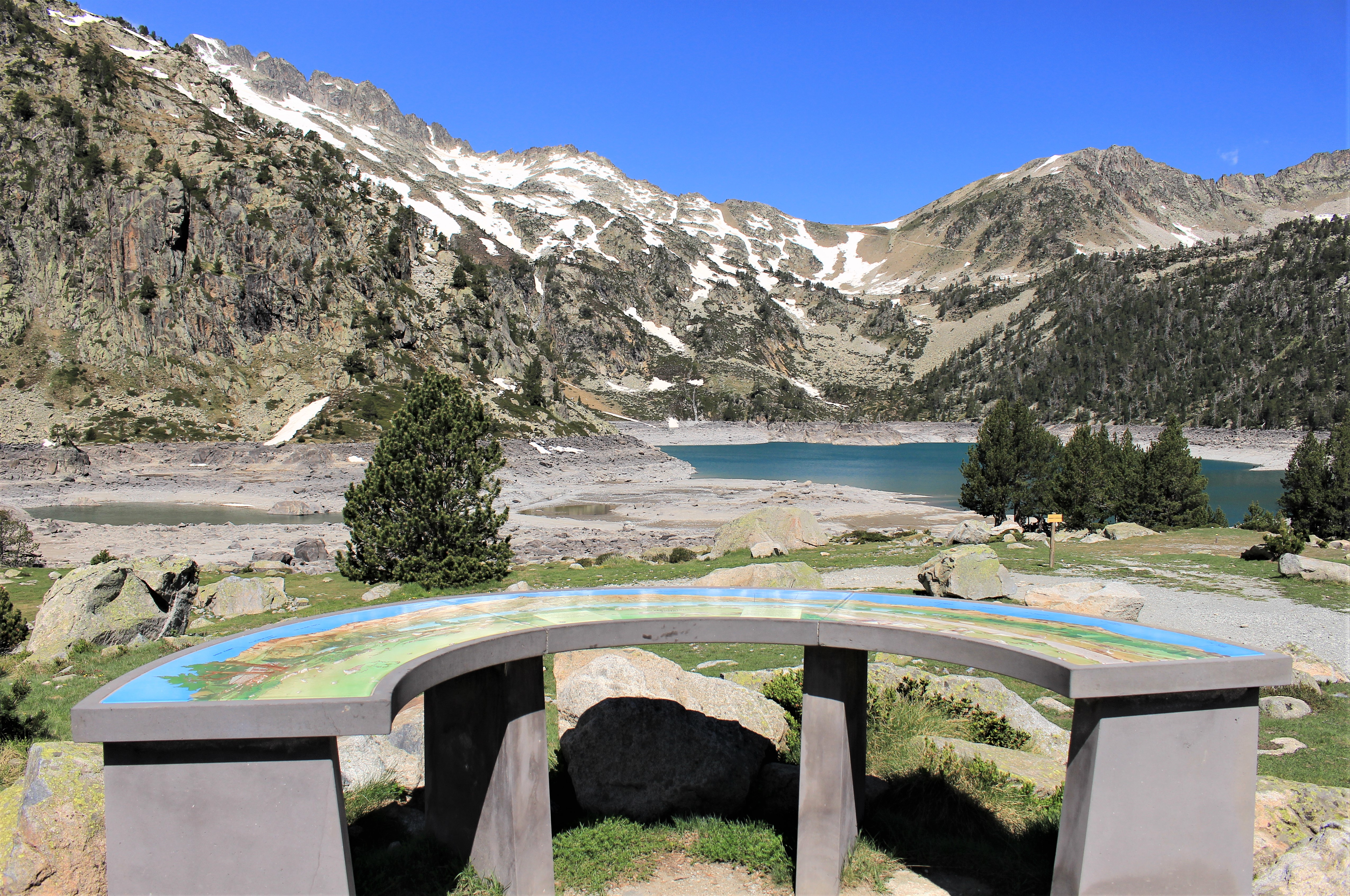
La table d'orientation du lac.

Ce lac est situé dans la réserve naturelle du Néouvielle (massif du Néouvielle), aux portes du parc national des Pyrénées, en contrebas et à l'ouest du lac d'Aumar dont il n'est séparé que par une bande de terre d'environ 200 mètres de large. Il s'étale sur 45 hectares à une altitude de 2 148 mètres. Son barrage surplombe les Laquettes.

Dans sa quasi-totalité, le lac est sur une enclave de la commune de Vielle-Aure, dans le département des Hautes-Pyrénées, en région Occitanie. Cependant, deux petites parties, au nord-ouest comme au sud sont rattachées à une autre enclave, dépendante de la commune de Saint-Lary-Soulan.

La ville la plus proche est Saint-Lary-Soulan.

Sa rive orientale est bordée par le GR 10 en direction du lac de l'Oule.

### Topographie
|                             | Pic dets Coubous Pic de Madamète |             |
| Pic de Néouvielle (3 091 m) | lac d’Aubert                     | Lac d'Aumar |
|                             | Lac de Cap-de-Long               |             |

## Protection environnementale
Le lac fait partie d'une zone naturelle protégée, classée ZNIEFF de type 1 : Réserve du Néouvielle et vallons de Port-Bielh et du Bastan.

## Voies d'accès
La route menant aux lacs (Orédon, Aubert, Aumar et Cap-de-Long) est réglementée : généralement fermée en hiver, la fermeture est signalée par des panneaux, au carrefour de Fabian ; la circulation automobile montante, sur la dernière partie de la route, après le lac d'Orédon, interdite de 9 à 18 h, est réservée aux véhicules de service et au bus-navette.

Il n'est accessible aux véhicules qu'à partir de la route départementale D 929, en vallée d'Aure, en passant par Saint-Lary-Soulan. À Fabian, hameau de la commune d'Aragnouet, la D 929 délaisse la vallée et monte vers le lac d'Orédon.

La route départementale D 177 qui passe sur le barrage de retenue d'Orédon monte jusqu'au lac d'Aubert, son terminus, en longeant le lac d'Aumar.

Haut lieu de balades pyrénéennes, plusieurs sentiers de randonnée permettent, entre autres, d'accéder aux lacs voisins : Aumar, les Laquettes, Orédon et Cap-de-Long.